# Roncus pannonius
Espèce
Synonymes
- Roncus lubricus pannonius Ćurčić, 1993

Roncus pannonius est une espèce de pseudoscorpions de la famille des Neobisiidae.

## Distribution
Cette espèce est endémique de Serbie. Elle se rencontre vers Obrež.

## Description
Les mâles mesurent de 2,48 à 3,06 mm et les femelles de 2,73 à 3,66 mm.

## Systématique et taxinomie
Cette espèce a été décrite sous le protonyme Roncus lubricus pannonius par Ćurčić, Dimitrijević et Karamata en 1992. Elle est élevée au rang d'espèce par Ćurčić en 1992.

## Étymologie
Son nom d'espèce lui a été donné en référence au lieu de sa découverte, la Pannonie.

## Publication originale
- Ćurčić, Dimitrijević & Karamata, 1992 : A revision of some species of Roncus L. Koch (Neobisiidae, Pseudoscorpiones) from North America and south Europe. Journal of Arachnology, vol. 20, no 2, p. 114-128 (texte intégral).